# Ida Rogalski
Ida Rogalski ist eine 13-teilige Familienserie, die in den Jahren 1969 und 1970 zum ersten Mal gesendet wurde. Produziert wurde sie von Gyula Trebitsch im Auftrag des NDR und lief in allen Vorabendprogrammen der ARD.  

## Inhalt
Die verwitwete Ida Rogalski führt in Berlin ein Lederwarengeschäft. Im Zuge des 50-jährigen Geschäftsjubiläums überträgt sie die Leitung auf ihren ältesten Sohn Werner, der versucht, eigene Geschäftsideen zu entwickeln. Als es darüber zum Streit mit seiner Mutter kommt, eröffnet er einen eigenen Laden. Auch sonst mischt Ida sich vehement in das Privatleben ihrer erwachsenen Söhne ein, während diese in einer Folge versuchen, ihre Mutter vor einem zweifelhaften Kurschatten zu bewahren.

## Sonstiges
Die Serie wurde in zwei Staffeln gedreht und gesendet, die ersten sechs Folgen in Schwarz-Weiß, die übrigen in Farbe. Das Ladengeschäft befand sich im Berliner Ortsteil Neukölln.
Einige Außenaufnahmen wurden in Hamburg durchgeführt. Zum Beispiel befand sich die Tankstelle vom Sohn Stefan in der heutigen Jarrestraße in Hamburg-Winterhude gegenüber vom früheren Lichtspielhaus "Europa Palast". Heute steht am früheren Ort der Tankstelle ein Supermarkt.
Ida Rogalski war die Nachfolgeserie von Gertrud Stranitzki, in der Inge Meysel deren gleichnamige Zwillingsschwester spielte. In der Folge 1 war sie in dieser Rolle gemeinsam mit ihrem Mann Albert (Peter Dornseif) zu sehen, in der Folge 10 spielt sie erneut die Zwillingsschwester „Trudchen“, jetzt jedoch ohne ihren Ehemann, da dieser sie wegen einer Jüngeren nach 27 Ehejahren verlassen hat. Inge Meysel untermauerte mit der Figur der Ida Rogalski einmal mehr ihr Image als „Mutter der Nation“.

## Episodenliste
| Folge | Erstausstrahlung | Titel                      | Gastschauspieler                                                       |
| 1     | 21. Januar 1969  | Werner                     | Wolfgang Borchert, Kurt Klopsch, Peter Dornseif, Evelyn Hamann         |
| 2     | 28. Januar 1969  | Stefan                     | Liane Hielscher                                                        |
| 3     | 4. Februar 1969  | Thomas                     | Eva Berthold, Wolfgang Stumpf, Horst Hesslein                          |
| 4     | 11. Februar 1969 | Michael                    | Til Erwig, Albrecht Schoenhals, Willem Fricke, Marga Maasberg          |
| 5     | 18. Februar 1969 | Dieter                     | Ursula Diestel, Ilse Zielstorff, Peter Lehmbrock                       |
| 6     | 25. Februar 1969 | Mutter tut was fürs Herz   | Yvonne Ingdal, Knud Rex                                                |
| 7     | 18. Januar 1970  | Die Neue                   | Margot Philipp, Gerda-Maria Jürgens, Brigitte Schacht                  |
| 8     | 25. Februar 1970 | Aus dem Verkehr gezogen    | Liane Hielscher                                                        |
| 9     | 1. April 1970    | Der Schwiegersohn vom Chef | Reinhold Bernt, Felicitas Wenck, Gerda Gmelin                          |
| 10    | 8. April 1970    | Trudchen                   | Ingrid von Bothmer, Edgar Maschmann, Renate Pichler, Katharina Treller |
| 11    | 15. April 1970   | Die Prüfung                | Reinhold Nietschmann, Erwin Laurenz, Ilona Schütze                     |
| 12    | 22. April 1970   | Heimlichkeiten             | Walter Jokisch, Katharina Brauren, Irmgard Riessen, Benno Gellenbeck   |
| 13    | 29. April 1970   | Der Umzug                  | Gerda-Maria Jürgens, Katharina Brauren, Ilse Laux, Olaf Sveistrup      |